# アラン・シルベスタイン
アラン・シルベスタイン（Alain Silberstein）は
1. 時計デザイナー
2. 時計デザイナーが起こした同名の高級時計ブランド

である。
バウハウスに影響を受けた幾何学的なデザインや多彩な色使いが特徴である。全て限定モデルで、年間に2000本しか生産しない。クロノBなどシリーズになった製品もあるが少しずつ変更点があり、全く同一のものを再度製造することはない。日本の販売代理店はモントレ・ソルマーレ。
デザイナーでありエタ、フレデリック・ピゲ、レマニア（現・ヌーベル・レマニア）等からムーブメントの供給を受けているが、そのまま使うのではなくパーツに着色したり、トゥールビヨンをラインナップに加える等機械へのこだわりも強い。「サイクロープ」はヴィンセント・カラブレーゼが改造したエタムーブメントを用いていたため非常に希少である。

## 歴史
- 1950年6月14日 - アラン・シルベスタインがパリに生まれる。
- 1973年 - フランス国立高等応用学校卒業。インテリアデザイナーになる。
- 1985年 - 愛用していたクロノグラフが故障し代替品を探したのだが気に入る製品がなく、自分で製作しようと考えたのがきっかけとなり、この頃から時計のデザインを始めた。
- 1987年 - バーゼル・フェアに3本の時計を発表したが、この時はほとんど注目されなかった。
- 1994年 - トゥールビヨンである"トゥールビヨン・ナイト"をラインナップした。
- 1995年 - ブザンソンにアトリエを構えた。
- 1997年 - この年を以てバーゼル・フェアへの出展を中止し、全世界の販売代理店ヘ自ら赴いて顧客相手に新作発表会を行う方式に移行する[2]。
- 1998年 - エナメル職人ミシェル・ベルモーの協力を得てクロワゾネ・エナメル仕上げの時計をラインナップした。
- 2001年 - パリのサンジェルマン大通りにブティックをオープン。
- 2010年から2012年頃に活動を休止[3]、2015年現在、代理店では正規販売品のみ修理を受け付け、並行輸入品などは海外で行うため高額な修理費が必要となる[4]。また、修理部品は残っている分しか対応できないという。
- 2015年 - スイスの時計メーカーロマン・ジェロームの時計「サブクラフト・チタニウム」のデザインを手がける[5]。

## 日本との関係
初めてバーゼル・フェアに出展した際、ほとんど全く注目されなかった中で唯一買い付けをしたのが現在も代理店を勤める日本の会社であったことから、本人は非常に親日家である。